# Адамс, Роберт Маккормик (младший)
Роберт (Боб) Маккормик Адамс-младший (англ. Robert (Bob) McCormick Adams Jr.; 23 июля 1926[…], Чикаго, Иллинойс — 27 января 2018, Чула-Виста, Калифорния) — американский антрополог и археолог, 9-й секретарь Смитсоновского института с 1984 по 1994 год (затем эмерит). Профессор Калифорнийского университета в Сан-Диего, до того именной заслуженный сервис-профессор Чикагского университета, его провост и директор Восточного института в 1962—1968 и 1981—1983 годах. Специализировался на истории сельского хозяйства и городов Ближнего и Среднего Востока. Член НАН США (1970).
Лауреат Distinguished Service Award от Общества американской археологии (1996).

## Биография и исследования
Его отец учился в Принстоне, а затем на юридическом факультете Северо-Западного университета, чтобы стать адвокатом; мать происходила из старинной чикагской семьи.
Адамс-младший поступил в Массачусетский технологический институт, но осенью 1944 года ушёл служить в Военно-морской флот, где выучится на техника по радарам, завершив обучение примерно в июле 1945 года; служил на эскортном миноносце, курсировавшем вдоль побережья Китая.
Являлся рабочим сталелитейного завода, собирался стать журналистом. В Чикагском университете он станет главредактором студенческой газеты. Сильное влияние на него окажет В. Гордон Чайлд.
Получил степени бакалавра философии (1947), магистерскую (1952) и доктора философии по антропологии (1956) в Чикагском университете, преподавал затем там же и прошел путь до провоста в 1982 году (по 1984), с 1975 являясь именным заслуженным сервис-профессором Harold H. Swift Distinguished Service Professor; также в 1970—1974 декан и в 1979—1980.
Руководя Смитсоновским институтом, состоял сотрудником кафедр антропологии и ближневосточных исследований Университета Джонса Хопкинса.
Ушел в отставку из Смитсоновского института в 1994 году и вернулся в академическую сферу в качестве адъюнкт-профессора Калифорнийского университета в Сан-Диего. С 2009 на пенсии. Член Американской академии искусств и наук. Входил в Совет НАН США. Являлся сопредседателем Объединенного комитета Американской и Российской академий наук по конфликтам и реконструкции в многоэтнических обществах. Почетный доктор Гарварда (1992) и др.
Занимался полевыми исследованиями исторических ирригации и городских поселений, в первую очередь на Ближнем Востоке, а также в Мезоамерике. Провел четыре сезона, выполняя полевые исследования в Мексике (1952, 1958—1959, 1961). Именно там он начал изучать города.
Однако же центральным элементом его полевой карьеры на протяжении многих лет станет Ирак (1950—1951, 1956—1958, 1960, 1967, 1968—1969, 1973 и 1975). К востоку от Багдада Адамс продолжил исследования 1930-х Торкильда Якобсена.
Адамса характеризовали как выдающуюся фигуру в ближневосточной археологии и пионера методов ландшафтной археологии. Также, как отмечают, его характеризовал «глубокий броделевский подход». Адамс, как отмечают, помог создать область антропологической археологии.
В 2007 удостоился фестшрифта. Публиковался в Science и American Anthropologist.
Получил медаль выпускников Ассоциации выпускников Чикагского университета. Вдовец, супруга с 1953 — Рут Зальцман Адамс (ум. 2005), являлась редактором «Бюллетеня ученых-атомщиков».
Характеризуют выдающимися три его монографии — «Земля за Багдадом» (1965), «Сельская местность Урука» (1972) и «Сердце городов» (1981).
Также автор книг «Непобедимый город», «Эволюция городского общества» (1966) — оная основана на лекциях Льюиса Генри Моргана, которые автор читал в Рочестерском университете в 1965 году. Последняя, по словам Norman Yoffee, мгновенно стала классикой в антропологии.